# 許元公
許元公（？—前482年），姜姓，名成，是许悼公的孙子，為春秋諸侯國許國君主之一，亦是許國最後一位僭號稱「公」的君主。在位期間為前503年─前482年。

## 史
十有七年(前506)，萅，三月（2），元公合劉公、晉定公、宋景公、蔡昭侯、衛靈公、陳惠公、鄭獻公、曹隐公、莒郊公、邾隐公、頓公、胡公、滕侯、薛襄公、杞悼公、小邾公、齊國會於召陵，謀伐楚也。夏，六月（5），許遷於容城。
十有九年(前504)，萅，鄭滅許，因楚敗也。
二十有九年(前494)，元公、楚昭王、陳湣公、隨侯圍蔡。
四十有一年(前482)，夏，元公卒。秌，葬元公。